# Abasan al-Kabira
Abasan al-Kabira (arab. ‏عبسان الكبيرة‎) – miasto w Palestynie (Strefa Gazy), w muhafazie Chan Junus. Według danych szacunkowych na rok 2008 liczyło 24 840 mieszkańców.
Podczas wojny w Strefie Gazy, 9 lipca 2024 Siły Powietrzne Izraela zbombardowały szkołę i schrony uchodźców w Abasan al-Kabira, przez co zginęło 31 Palestyńczyków.